# Zogbodomey
Zogbodomey is een van de 77 gemeenten (communes) in Benin. De gemeente ligt in het zuiden van het departement Zou en heeft een oppervlakte van 825 km². De gemeente telt 92.935 inwoners (2013. Zogbodomey is opgedeeld in elf arrondissementen.
In de gemeente ligt het beschermde Forêt de la Lama, het grootste tropisch oerwoud van het land.

## Economie
Belangrijkste landbouwgewassen zijn palmolie en rijst. Voor de rijstproductie worden stukken land geïrrigeerd met water van de Zou, een zijrivier van de Ouémé. Na de landbouw is de handel de belangrijkste economische activiteit. In Cana is er een fabriek voor de verwerking van palmolie.
In de gemeente ligt de militaire basis van Ouassa. De autoweg RNIE2 loopt door de gemeente.

## Bevolking
In 2002 telde de gemeente 72.338 inwoners. In 2013 waren dit 92.935 inwoners.
De belangrijkste bevolkingsgroep vormen de Fon (93%). Er leven ook groepen Yoruba en Adja.
Opm: Bevolkingscijfers in duizendtallen
Bron: Zogbodomey Commune in Benin; 1979-2013: volkstellingen
Bron: Institut National de la Statistique Benin; 2013: volkstelling

## Bestuur
De gemeente wordt bestuurd door een gemeenteraad (conseil municipal) die vijftien leden telt en een burgemeester (maire), bijgestaan door twee schepenen (adjoints). In 2020 was de burgemeester David Zinsou Towèdjè.
Zogbodomey is opgedeeld in elf arrondissementen, die op hun beurt bestaan uit 59 dorpen en zes stadswijken:
- Akiza
- Avlamè
- Cana I
- Cana II
- Domè
- Kpokissa
- Koussoukpa
- Massi
- Tanwé-Hessou
- Zoukou
- Zogbodomey

## Afbeeldingen

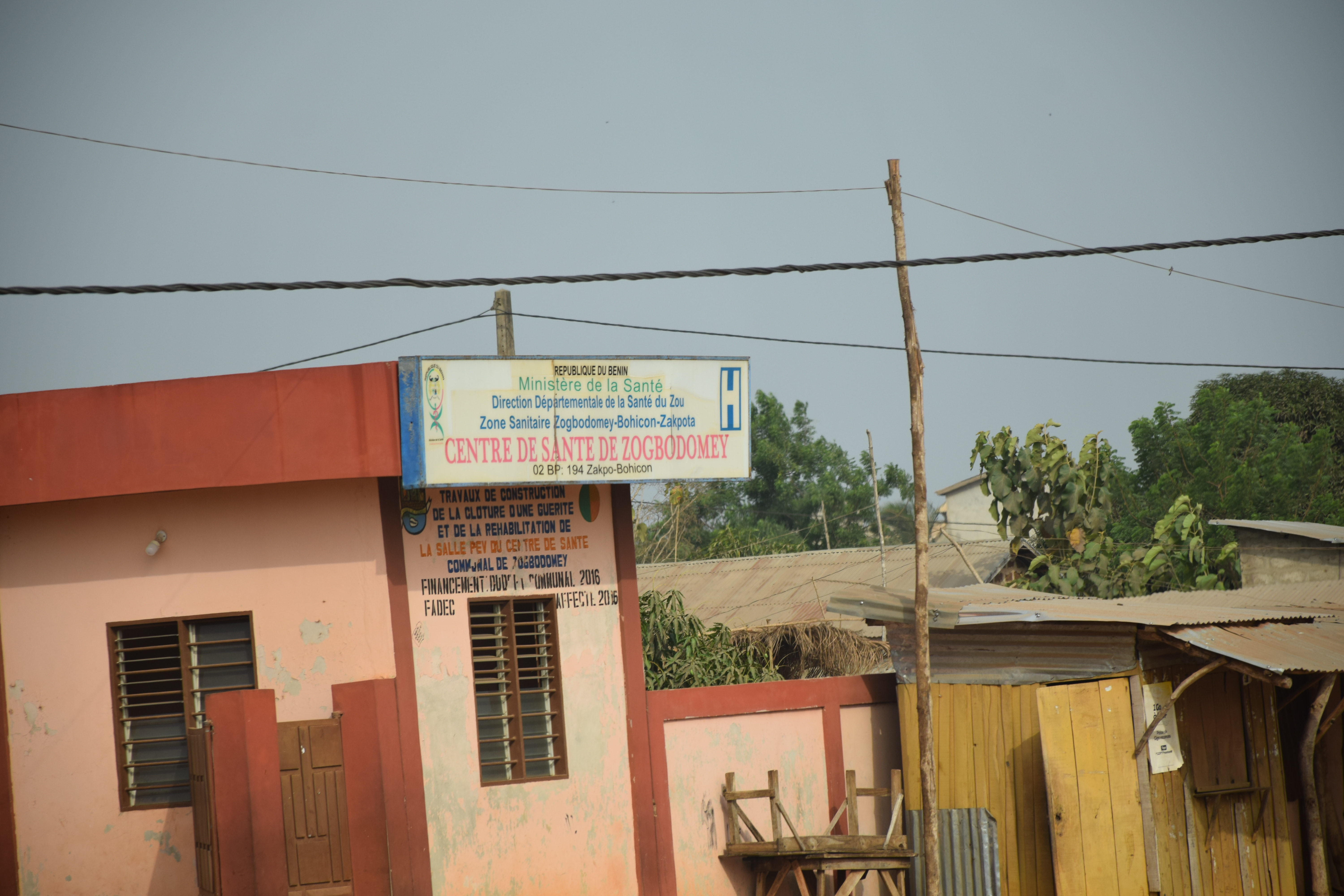
Gezondheidscentrum
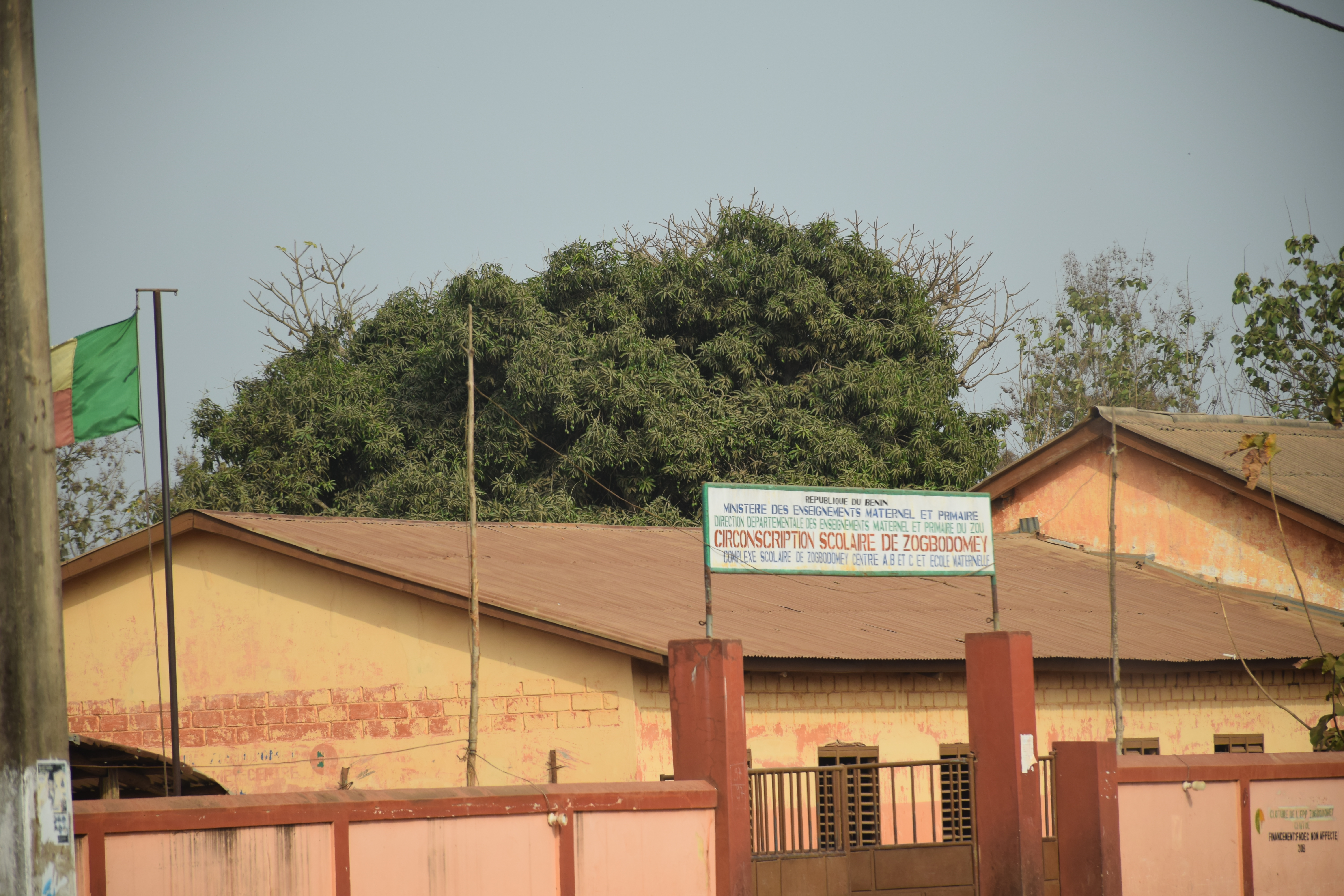
School
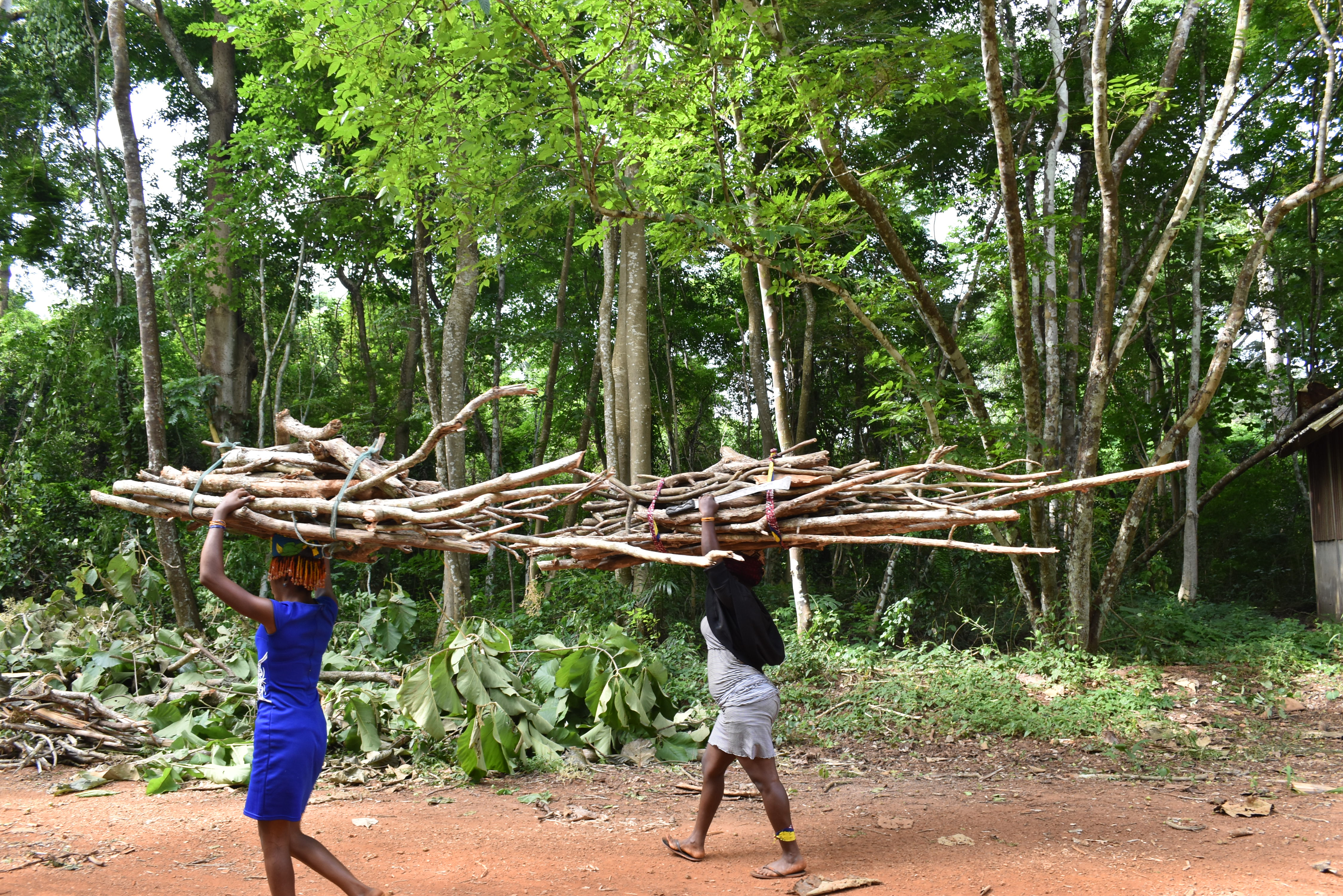
Vrouwen die hout transporteren in het Forêt de la Lama